# أصول حرب الريف (كتاب)
أصول حرب الريف هو كتاب تاريخ من تأليف المؤرخ المغربي جرمان عياش صدر سنة 1981. تتجلى أهمية الكتاب في كونه من بين المصادر القليلة التي عنت بموضوع حرب الريف باللغة العربية.